# Blue's Big Musical Movie
Blue's Big Musical Movie (no Brasil, O Grande Filme Musical de Blue; em Portugal, Blue e o Grande Show de Música) é um filme estadunidense produzido no ano de 2000.

## Sinopse
Baseado no clássico seriado de TV exibido entre 1959 a 1964, Blue's Big Musical Movie. Blue é um cachorrinho azul que vai para o grande show musical. E Steve e seus amigos vão lá.

## Elenco
(Apenas no elenco original)
- Traci Paige Johnson...Blue
- Steve Burns...Steve
- Nick Balaban...Sr. Sal
- Spencer Kayden...Sra. Pepper
- Aleisha Allen...Desenho de Mesa
- Ray Charles...G-Clef o Teclado
- Jimmy Hayes...Nota
- Jerry Lawson...Nota
- Joe Russell...Nota
- Jayotis Washington...Nota
- Jenna Marie Castle...Paprika
- Kelly Nigh...Tickety Tock
- Coddy Ross Pitts...Sabonete Escorregadio
- Seth O'Hickory...Correio

## Curiosidades
- Este filme já foi exibido na TV Globo com o nome Blue e o Grande Show de Música e com dublagem diferente.